# 黒潮丸 (貨客船・1971年)
黒潮丸（くろしおまる）は、関西汽船が運航していたRO-RO型貨客船。後にフェリーに改造され、くるしま7として就航した。

## 概要
沖縄の本土復帰を控えた1969年初頭より沖縄航路への新船投入のプロジェクトチームを編成し、林兼造船下関造船所で建造され、1971年8月に沖縄航路に就航した。従来の「沖ノ島丸」で神戸-那覇間46時間の所要時間を、当時国内最高の航海速力23ノットを持つ本船の投入で31時間と大幅な短縮とし、ウィークリーサービスを可能とした。
フェリーくろしおの就航により、1978年3月に係船された後、来島どっくに売却された。その後、カーフェリーに改装され、くるしま7と改名、改めて関西汽船が用船した。
1984年1月、まや丸の代船として別府航路に就航した。
1990年11月、さんふらわあ、さんふらわあ2、くいーんふらわあ2、フェリーくろしおと合わせて22億5千万円で来島興産から関西汽船に売却された。
1995年2月、フィリピンのAboitiz Inc.に売却され、OUR LADY OF LIPAとしてスーパーフェリーで運航された。

### 航路
沖縄航路
- 大阪港（天保山岸壁） - 神戸港 中突堤）- 名瀬港（奄美大島） - 那覇港

別府航路
- 大阪港（弁天埠頭） - 神戸港（中突堤） - 今治港 - 松山港 - 別府港

さんふらわあ、さんふらわあ2、くいーんふらわあ2とともに就航した。車両を搭載しない客船としてこばると丸、あいぼり丸も運航されていた。
Super Ferry
- マニラ - コロン - プエルト・プリンセサ

## 設計
阪神から一晩での沖縄に到着可能な速力や5000トン級の総トン、旅客数1200名、コンテナ・パレットの採用による荷役時間の短縮と運航回転率の向上を目標とした。RO-RO貨客船として建造され、車両航送は行わないものの、船尾のランプからロールオン・ロールオフ方式で荷役ができるようになっていた。また、前部デッキには能力5トンのデリックブーム2本、後部デッキにはデッキクレーン1基を装備していた。
船内は従来の1等専用ラウンジ・ダイニングルームを廃止し、公室を全室の40％・有効面積を3倍以上とし、家族連れやグループ客を想定した2等室の面積を5倍拡大した。貨物積載については前艙はデリックによるリフトオフ荷役、後艙はクレーンとともに二つ折りのランプウェイを設けRO-RO荷役を可能とし冷凍艙100平米や冷凍コンテナ用電源、客室と隔離された家畜専用艙も設けられた。

### 船室
黒潮丸時代
- 特一等（24名）
- 一等（32名）
- 特二等（408名）
- 二等（816名）

### 設備
黒潮丸時代
Aデッキ
- 特1等室
- 1等室
- 1等浴室
- 特2等室
- 医務室

Bデッキ
- 特2等室
- 浴室
- グリル
- カフェテリア

Cデッキ
- 2等室
- ショップ
- ホール

Dデッキ
- 2等室

Eデッキ
- 2等室